# Vesna Rožič
Vesna Rožič, aussi écrit Vesna Rozic en français, née le 23 mars 1987 à Ljubljana ; morte d'un cancer le 23 août 2013 en Allemagne, est une joueuse d’échecs slovène.
Elle remporte le championnat individuel féminin de Slovénie qui s’est tenu dans sa ville natale en 2007 et 2010.

## Compétitions par équipe
De 2001 à 2004, Vesna Rozic participa à quatre championnats européens par équipe de moins de 18 ans avec l’équipe nationale de Slovénie. Elle occupait d’abord le second échiquier derrière Ana Srebrnič, puis le premier les deux dernières années.
Elle joua la Mitropa Cup avec l’équipe nationale féminine à six reprises de 2005 à 2012. La Slovénie s’impose en 2005 et 2006, et se classe deuxième en 2007, 2009, 2010 et 2012. En 2006, à Brno, Vesna Rozic reçoit en plus une médaille d’or pour ses résultats individuels au premier échiquier.
Elle porte également les couleurs de la Slovénie lors du championnat d'Europe d'échecs des nations en 2005, puis, de trois autres  (au quatrième échiquier) en 2007, 2009 et 2011. Elle participe aussi aux olympiades d’échecs en 2002 (au premier échiquier), 2008, 2010 et 2012.